# Damernas störtlopp vid världsmästerskapen i alpin skidsport 2021
Damernas störtlopp vid världsmästerskapen i alpin skidsport 2021 arrangerades den 13 februari 2021 i Cortina d'Ampezzo i Italien. Det var mästerskapets tredje tävling, den andra för damer. 31 utövare från 16 nationer deltog.
Världsmästare blev Corinne Suter från Schweiz som därmed tog sin andra medalj under mästerskapet och sitt första VM-guld i karriären. Silvermedaljör blev Kira Weidle från Tyskland som tog sin första VM-medalj i sitt tredje världsmästerskap, med en 13:e plats i störtloppet 2019 som tidigare bästa placering. Lara Gut-Behrami från Schweiz tog brons, vilket var hennes andra medalj under mästerskapet och sin tredje VM-medalj i störtlopp efter att ha tagit silver 2009 och brons 2015.
Regerande världsmästare från 2019 var Ilka Štuhec från Slovenien, medan regerande silver- och bronsmedaljör var Suter respektive Lindsey Vonn från USA. Štuhec slutade på 14:e plats medan Vonn hade avslutat karriären och deltog således inte i tävlingen för att försvara sin medalj.

## Resultat
Tävlingen startade kl. 11:00 lokal tid (UTC+1).
| Pl | Nr | Namn                 | Nation                  | Tid     | Diff. |
| -- | -- | -------------------- | ----------------------- | ------- | ----- |
| 1  | 7  | Corinne Suter        | Schweiz                 | 1.34,27 | ±0    |
| 2  | 11 | Kira Weidle          | Tyskland                | 1.34,47 | +0,20 |
| 3  | 13 | Lara Gut-Behrami     | Schweiz                 | 1.34,64 | +0,37 |
| 4  | 9  | Ester Ledecká        | Tjeckien                | 1.34,71 | +0,44 |
| 5  | 14 | Ramona Siebenhofer   | Österrike               | 1.34,77 | +0,50 |
| 5  | 8  | Michelle Gisin       | Schweiz                 | 1.34,77 | +0,50 |
| 7  | 15 | Tamara Tippler       | Österrike               | 1.34,81 | +0,54 |
| 8  | 19 | Elena Curtoni        | Italien                 | 1.35,10 | +0,83 |
| 9  | 5  | Breezy Johnson       | USA                     | 1.35,17 | +0,90 |
| 10 | 12 | Ragnhild Mowinkel    | Norge                   | 1.35,26 | +0,99 |
| 11 | 18 | Mirjam Puchner       | Österrike               | 1.35,29 | +1,02 |
| 12 | 3  | Laura Pirovano       | Italien                 | 1.35,44 | +1,17 |
| 13 | 16 | Marie-Michèle Gagnon | Kanada                  | 1.35,49 | +1,22 |
| 14 | 17 | Ilka Štuhec          | Slovenien               | 1.35,57 | +1,30 |
| 15 | 4  | Nadia Delago         | Italien                 | 1.35,69 | +1,42 |
| 16 | 6  | Kajsa Vickhoff Lie   | Norge                   | 1.35,70 | +1,43 |
| 17 | 1  | Francesca Marsaglia  | Italien                 | 1.35,81 | +1,54 |
| 18 | 2  | Jasmina Suter        | Schweiz                 | 1.36,00 | +1,73 |
| 19 | 10 | Christine Scheyer    | Österrike               | 1.36,26 | +1,99 |
| 20 | 22 | Laura Gauche         | Frankrike               | 1.36,41 | +2,14 |
| 21 | 27 | Isabella Wright      | USA                     | 1.36,47 | +2,20 |
| 22 | 21 | Marusa Ferk          | Slovenien               | 1.36,53 | +2,26 |
| 23 | 20 | Tiffany Gauthier     | Frankrike               | 1.36,61 | +2,34 |
| 24 | 29 | Jacqueline Wiles     | USA                     | 1.37,01 | +2,74 |
| 25 | 25 | Elvedina Muzaferija  | Bosnien och Hercegovina | 1.37,13 | +2,86 |
| 26 | 26 | Laurenne Ross        | USA                     | 1.37,30 | +3,03 |
| 27 | 24 | Julija Plesjkova     | Ryska skidförbundet     | 1.37,53 | +3,26 |
| 28 | 23 | Greta Small          | Australien              | 1.37,68 | +3,41 |
| 29 | 30 | Lin Ivarsson         | Sverige                 | 1.37,70 | +3,43 |
| 30 | 28 | Ania Monica Caill    | Rumänien                | 1.39,04 | +4,77 |
| *  | 31 | Nevena Ignjatović    | Serbien                 | DNF     | *     |